# Pierre de Gantelmi
Pierre de Gantelmi, mort le  13 mars 1317, est un prélat français du XIVe siècle. 

## Biographie
Pierre Gantelmi est d'abord chanoine de l'église cathédrale de Riez, puis prévôt du chapitre de Forcalquier et enfin en 1306 évêque de Riez. Le chapitre ne pouvant s'accorder sur le choix d'un évêque, prend le parti de s'en remettre là-dessus au métropolitain, Rostaing de Noves, qui nomme Pierre Gantelmi.
Le nouveau prélat met fin à toutes les contestations de son prédécesseur avec le chapitre, le prévôt et les habitants de Riez par des transactions passées en 1309-1310. 
Pierre Gantelmi participe au concile général de Vienne en 1311. 